# Завод хімії фосфору в Ярравіллі
Завод хімії фосфору в Ярравіллі – колишній виробничий майданчик, що знаходився в старій промисловій зоні Мельбурну.
Завод ввела в дію у 1940 році компанія Albright & Wilson (Australia) Pty. Ltd. (також відома як AWAL), засновниками якої виступили відомий британський хімічний концерн Imperial Chemical Industries (ICI) та компанія Albright & Wilson. Остання займалась хімією фосфору ще з середини XIX століття, зокрема, виробляла жовтий фосфор, що мав стати основою для технологічного циклу заводу. Втім, на тлі Другої світової війни з поставками цієї сировини виникли ускладнення, тому в 1942-му у Ярравіллі запустили власну піч, яка переробляла фосфорити. Виплавлений жовтий фосфор на той час використовували за трьома напрямками:
- для продукування термічної фосфорної кислоти, що в свою чергу була основою для отримання фосфатів (гексаметафосфату натрію для використання у миючих засобах та пірофосфату натрію з метою приготування пекарного порошку);
- для отримання червоного фосфору, що далік використовувався у сірниках та військовій піротехніці; 
- для отримання фосфіду кальцію, що починав горіти при контакті з водою, а тому використовувався у рятувальних засобах.
Після війни завод продовжив розвиток – у 1954-му запустили дію другу піч, а станом на кінець 1950-х велось будівництво третьої. Також суттєво розширили лінійку фосфатів, а в 1958-му почали випуск суфрактантів (речовини, що здатні змінювати властивості рідини, в якій вони розчинені). Втім, вже у 1966-му виробництво суфрактантів перенесли на майданчик у Бокс-Хілл.
Є відомості, що в якийсь момент під контроль AWAL перейшло виробництво добрив, яке здійснювалось шляхом  обробки фосфоритів фосфорною кислотою (зазвичай таким чином отримують подвійний та потрійний суперфосфат) та первісно належало розташованому поруч заводу ICI.
В 1991-му ICI продала свою частку в AWAL компанії Salim Oleochemicals, яка вже в 1993-му поступилась нею на користь Universal Interchemical Corporation. В 2003-му остання стала єдиним власником AWAL.
Станом на першу половину 2010-х AWAL виробляла в Ярравіллі фосфати для індустрії харчових продуктів та напоїв. Втім, у 2013-му майданчик закрили.